# Louis André Jean-Raphael de Cordoue
Louis André Jean-Raphael de Cordoue est un homme politique français né le 22 juin 1776 à Dijon (Côte-d'Or) et mort le 2 décembre 1849 à Tain-l'Hermitage (Drôme).

## Biographie
Sous-préfet de Bar-sur-Seine de 1812 à 1815, il est chef d'état-major des gardes nationales de la Drôme en 1816. Député de la Drôme de 1820 à 1824 et de 1827 à 1830, il siège au centre, votant avec les royalistes constitutionnels. Il est élu député de l'Isère le 23 juin 1830, et démissionne le 7 août suivant.
Il est nommé pair de France le 11 septembre 1835 et se rallie à la Monarchie de Juillet.

## Sources
- « Louis André Jean-Raphael de Cordoue », dans Adolphe Robert et Gaston Cougny, Dictionnaire des parlementaires français, Edgar Bourloton, 1889-1891 [détail de l’édition]